# Réminiac
Réminiac település Franciaországban, Morbihan megyében. Lakosainak száma 431 fő (2022. január 1.). Réminiac Augan, Monteneuf, Tréal, Ruffiac, Caro és Carentoir községekkel határos.

## Népesség
A település népessége az elmúlt években az alábbi módon változott:
| Lakosok száma | 481  | 391  | 365  | 339  | 371  | 383  | 384  | 411  | 425  | 431  |
|               | 1968 | 1982 | 1990 | 2006 | 2013 | 2015 | 2017 | 2019 | 2020 | 2022 |